# Eufriesea formosa
Eufriesea formosa là một loài Hymenoptera trong họ Apidae. Loài này được Mocsáry mô tả khoa học năm 1908.